# Lista över städer i Finland

Städer i Finland år 2020 visas i rött.

Detta är en lista över Finlands 107 städer. I Finland kan en kommun enligt §5 i den finländska kommunallagen välja att benämna sig stad "när den anser sig uppfylla de krav som ställs på ett stadssamhälle". Listan är ordnad efter svenskt namn, men kan sorteras efter finskt namn, landskap, län, år då staden bildades eller folkmängd. Detta gör man genom klick på knappen  i respektive kolumnrubrik. För själva tätorternas storlek studera Lista över Finlands tätorter, där över 20 tätorter ligger i minst två kommuner.

## Lista
| Svenskt namn    | Finskt namn        | Landskap              | Län 1950                                                           | Län 2000            | Blev köping | Blev stad                        | Folkmängd 2021 |
| --------------- | ------------------ | --------------------- | ------------------------------------------------------------------ | ------------------- | ----------- | -------------------------------- | -------------- |
| Ackas           | Akaa               | Birkaland             | Tavastehus län                                                     | Västra Finlands län |             | 2007 (Toijala 1977)              | 16 467         |
| Alajärvi        | Alajärvi           | Södra Österbotten     | Vasa län                                                           | Västra Finlands län |             | 1986                             | 9 311          |
| Alavo           | Alavus             | Södra Österbotten     | Vasa län                                                           | Västra Finlands län | 1974        | 1977                             | 11 197         |
| Björneborg      | Pori               | Satakunta             | Åbo och Björneborgs län                                            | Västra Finlands län |             | 1558                             | 83 482         |
| Borgå           | Porvoo             | Nyland                | Nylands län                                                        | Södra Finlands län  |             | 1346                             | 51 149         |
| Brahestad       | Raahe              | Norra Österbotten     | Uleåborgs län                                                      | Uleåborgs län       |             | 1649                             | 24 260         |
| Esbo            | Espoo              | Nyland                | Nylands län                                                        | Södra Finlands län  | 1963        | 1972                             | 297 132        |
| Etseri          | Ähtäri             | Södra Österbotten     | Vasa län                                                           | Västra Finlands län |             | 1986                             | 5 484          |
| Forssa          | Forssa             | Egentliga Tavastland  | Tavastehus län                                                     | Södra Finlands län  | 1923        | 1964                             | 16 573         |
| Fredrikshamn    | Hamina             | Kymmenedalen          | Kymmene län                                                        | Södra Finlands län  |             | 1653                             | 19 702         |
| Grankulla       | Kauniainen         | Nyland                | Nylands län                                                        | Södra Finlands län  | 1920        | 1972                             | 10 396         |
| Haapajärvi      | Haapajärvi         | Norra Österbotten     | Uleåborgs län                                                      | Uleåborgs län       | 1967        | 1977                             | 6 802          |
| Haapavesi       | Haapavesi          | Norra Österbotten     | Uleåborgs län                                                      | Uleåborgs län       |             | 1996                             | 6 613          |
| Hangö           | Hanko              | Nyland                | Nylands län                                                        | Södra Finlands län  |             | 1874                             | 7 979          |
| Harjavalta      | Harjavalta         | Satakunta             | Åbo och Björneborgs län                                            | Västra Finlands län | 1968        | 1977                             | 6 785          |
| Heinola         | Heinola            | Päijänne-Tavastland   | S:t Michels län                                                    | Södra Finlands län  |             | 1839                             | 18 344         |
| Helsingfors     | Helsinki           | Nyland                | Nylands län                                                        | Södra Finlands län  |             | 1550                             | 658 457        |
| Hyvinge         | Hyvinkää           | Nyland                | Nylands län                                                        | Södra Finlands län  | 1926        | 1960                             | 46 880         |
| Högfors         | Karkkila           | Nyland                | Nylands län                                                        | Södra Finlands län  | 1932        | 1977                             | 8 717          |
| Idensalmi       | Iisalmi            | Norra Savolax         | Kuopio län                                                         | Östra Finlands län  | 1860        | 1891                             | 20 958         |
| Ikalis          | Ikaalinen          | Birkaland             | Åbo och Björneborgs län                                            | Västra Finlands län | 1858        | 1977                             | 6 877          |
| Imatra          | Imatra             | Södra Karelen         | Kymmene län                                                        | Södra Finlands län  | 1948        | 1971                             | 25 655         |
| Jakobstad       | Pietarsaari        | Österbotten           | Vasa län                                                           | Västra Finlands län |             | 1652                             | 19 097         |
| Joensuu         | Joensuu            | Norra Karelen         | Kuopio län (1960–1997 Norra Karelens län)                          | Östra Finlands län  |             | 1848                             | 77 261         |
| Jyväskylä       | Jyväskylä          | Mellersta Finland     | Vasa län (1960–1997 Mellersta Finlands län)                        | Västra Finlands län |             | 1837                             | 144 473        |
| Jämsä           | Jämsä              | Mellersta Finland     | Tavastehus län (1960–1997 Mellersta Finlands län)                  | Västra Finlands län | 1969        | 1977                             | 19 767         |
| Kajana          | Kajaani            | Kajanaland            | Uleåborgs län                                                      | Uleåborgs län       |             | 1651                             | 36 493         |
| Kalajoki        | Kalajoki           | Norra Österbotten     | Uleåborgs län                                                      | Uleåborgs län       |             | 2002                             | 12 412         |
| Kangasala       | Kangasala          | Birkaland             | Tavastehus län                                                     | Västra Finlands län |             | 2018                             | 32 622         |
| Kankaanpää      | Kankaanpää         | Satakunta             | Åbo och Björneborgs län                                            | Västra Finlands län | 1967        | 1972                             | 12 662         |
| Kannus          | Kannus             | Mellersta Österbotten | Vasa län                                                           | Västra Finlands län |             | 1986                             | 5 390          |
| Karleby         | Kokkola            | Mellersta Österbotten | Vasa län                                                           | Västra Finlands län |             | 1620                             | 47 909         |
| Kaskö           | Kaskinen           | Österbotten           | Vasa län                                                           | Västra Finlands län |             | 1785                             | 1 289          |
| Kauhajoki       | Kauhajoki          | Södra Österbotten     | Vasa län                                                           | Västra Finlands län |             | 2001                             | 12 890         |
| Kauhava         | Kauhava            | Södra Österbotten     | Vasa län                                                           | Västra Finlands län |             | 1986                             | 15 312         |
| Kemi            | Kemi               | Lappland              | Lapplands län                                                      | Lapplands län       |             | 1869                             | 19 982         |
| Kemijärvi       | Kemijärvi          | Lappland              | Lapplands län                                                      | Lapplands län       | 1952        | 1973                             | 7 105          |
| Kervo           | Kerava             | Nyland                | Nylands län                                                        | Södra Finlands län  | 1924        | 1970                             | 37 232         |
| Keuru           | Keuruu             | Mellersta Finland     | Vasa län (1960–1997 Mellersta Finlands län)                        | Västra Finlands län |             | 1986                             | 9 443          |
| Kides           | Kitee              | Norra Karelen         | Kuopio län (1960–1997 Norra Karelens län)                          | Östra Finlands län  |             | 1992                             | 9 877          |
| Kiuruvesi       | Kiuruvesi          | Norra Savolax         | Kuopio län                                                         | Östra Finlands län  |             | 1993                             | 7 759          |
| Kotka           | Kotka              | Kymmenedalen          | Kymmene län                                                        | Södra Finlands län  |             | 1878                             | 51 241         |
| Kouvola         | Kouvola            | Kymmenedalen          | Kymmene län                                                        | Södra Finlands län  | 1923        | 1960                             | 80 454         |
| Kristinestad    | Kristiinankaupunki | Österbotten           | Vasa län                                                           | Västra Finlands län |             | 1649                             | 6 380          |
| Kuhmo           | Kuhmo              | Kajanaland            | Uleåborgs län                                                      | Uleåborgs län       |             | 1986                             | 7 928          |
| Kumo            | Kokemäki           | Satakunta             | Åbo och Björneborgs län                                            | Västra Finlands län | 1972        | 1977                             | 6 951          |
| Kuopio          | Kuopio             | Norra Savolax         | Kuopio län                                                         | Östra Finlands län  |             | 1782                             | 121 543        |
| Kurikka         | Kurikka            | Södra Österbotten     | Vasa län                                                           | Västra Finlands län | 1926        | 1977                             | 20 197         |
| Kuusamo         | Kuusamo            | Norra Österbotten     | Uleåborgs län                                                      | Uleåborgs län       |             | 2000                             | 15 165         |
| Lahtis          | Lahti              | Päijänne-Tavastland   | Tavastehus län                                                     | Södra Finlands län  | 1878        | 1905                             | 120 027        |
| Lappo           | Lapua              | Södra Österbotten     | Vasa län                                                           | Västra Finlands län | 1964        | 1977                             | 14 203         |
| Letala          | Laitila            | Egentliga Finland     | Åbo och Björneborgs län                                            | Västra Finlands län |             | 1986                             | 8 456          |
| Lieksa          | Lieksa             | Norra Karelen         | Kuopio län (1960–1997 Norra Karelens län)                          | Östra Finlands län  | 1936        | 1973                             | 10 543         |
| Loimaa          | Loimaa             | Egentliga Finland     | Åbo och Björneborgs län                                            | Västra Finlands län | 1922        | 1969                             | 15 628         |
| Lojo            | Lohja              | Nyland                | Nylands län                                                        | Södra Finlands län  | 1926        | 1969                             | 45 988         |
| Lovisa          | Loviisa            | Nyland                | Nylands län                                                        | Södra Finlands län  |             | 1745                             | 14 643         |
| Mariehamn       | Maarianhamina      | Åland                 | Ålands län                                                         | Åland               |             | 1861                             | 11 742         |
| Mänttä-Vilppula | Mänttä-Vilppula    | Birkaland             | Tavastehus län                                                     | Västra Finlands län | -           | 2009 (Mänttä 1973)               | 9 563          |
| Nivala          | Nivala             | Norra Österbotten     | Uleåborgs län                                                      | Uleåborgs län       |             | 1992                             | 10 396         |
| Nokia           | Nokia              | Birkaland             | Tavastehus län                                                     | Västra Finlands län | 1937        | 1977                             | 34 884         |
| Nurmes          | Nurmes             | Norra Karelen         | Kuopio län (1960–1997 Norra Karelens län)                          | Östra Finlands län  | 1876        | 1974                             | 9 423          |
| Nykarleby       | Uusikaarlepyy      | Österbotten           | Vasa län                                                           | Västra Finlands län |             | 1620                             | 7 497          |
| Nyslott         | Savonlinna         | Södra Savolax         | S:t Michels län                                                    | Östra Finlands län  |             | 1639                             | 32 547         |
| Nystad          | Uusikaupunki       | Egentliga Finland     | Åbo och Björneborgs län                                            | Västra Finlands län |             | 1617                             | 15 463         |
| Närpes          | Närpiö             | Österbotten           | Vasa län                                                           | Västra Finlands län |             | 1993                             | 9 562          |
| Nådendal        | Naantali           | Egentliga Finland     | Åbo och Björneborgs län                                            | Västra Finlands län |             | 1443                             | 19 579         |
| Orimattila      | Orimattila         | Päijänne-Tavastland   | Nylands län                                                        | Södra Finlands län  |             | 1992                             | 15 808         |
| Orivesi         | Orivesi            | Birkaland             | Tavastehus län                                                     | Västra Finlands län |             | 1986                             | 8 978          |
| Oulainen        | Oulainen           | Norra Österbotten     | Uleåborgs län                                                      | Uleåborgs län       | 1967        | 1977                             | 7 102          |
| Outokumpu       | Outokumpu          | Norra Karelen         | Kuopio län (1960–1997 Norra Karelens län)                          | Östra Finlands län  | 1968        | 1977                             | 6 506          |
| Pargas          | Parainen           | Egentliga Finland     | Åbo och Björneborgs län                                            | Västra Finlands län | 1948        | 1977 (hette Väståboland 2009–11) | 15 086         |
| Parkano         | Parkano            | Birkaland             | Tavastehus län (1993–1997 Åbo och Björneborgs län)                 | Västra Finlands län | 1972        | 1977                             | 6 286          |
| Pemar           | Paimio             | Egentliga Finland     | Åbo och Björneborgs län                                            | Västra Finlands län |             | 1997                             | 11 041         |
| Pieksämäki      | Pieksämäki         | Södra Savolax         | S:t Michels län                                                    | Östra Finlands län  | 1930        | 1962                             | 17 253         |
| Pudasjärvi      | Pudasjärvi         | Norra Österbotten     | Uleåborgs län                                                      | Uleåborgs län       |             | 2004                             | 7 702          |
| Pyhäjärvi       | Pyhäjärvi          | Norra Österbotten     | Uleåborgs län                                                      | Uleåborgs län       |             | 1993 (hette Pyhäsalmi 1993–95)   | 4 964          |
| Raseborg        | Raasepori          | Nyland                | Nylands län                                                        | Södra Finlands län  |             | 2009 (Ekenäs 1546)               | 27 484         |
| Raumo           | Rauma              | Satakunta             | Åbo och Björneborgs län                                            | Västra Finlands län |             | 1442                             | 38 959         |
| Reso            | Raisio             | Egentliga Finland     | Åbo och Björneborgs län                                            | Västra Finlands län | 1966        | 1974                             | 24 810         |
| Riihimäki       | Riihimäki          | Egentliga Tavastland  | Tavastehus län                                                     | Södra Finlands län  | 1922        | 1960                             | 28 521         |
| Rovaniemi       | Rovaniemi          | Lappland              | Lapplands län                                                      | Lapplands län       | 1929        | 1960                             | 64 180         |
| S:t Karins      | Kaarina            | Egentliga Finland     | Åbo och Björneborgs län                                            | Västra Finlands län |             | 1993                             | 35 497         |
| S:t Michel      | Mikkeli            | Södra Savolax         | S:t Michels län                                                    | Östra Finlands län  |             | 1838                             | 52 122         |
| Saarijärvi      | Saarijärvi         | Mellersta Finland     | Vasa län (1960–1997 Mellersta Finlands län)                        | Västra Finlands län |             | 1986                             | 9 117          |
| Salo            | Salo               | Egentliga Finland     | Åbo och Björneborgs län                                            | Västra Finlands län | 1860        | 1960                             | 51 400         |
| Sastamala       | Sastamala          | Birkaland             | Åbo och Björneborgs län (Mouhijärvi till Tavastehus län före 1993) | Västra Finlands län |             | 2009 (Vammala 1965)              | 23 998         |
| Seinäjoki       | Seinäjoki          | Södra Österbotten     | Vasa län                                                           | Västra Finlands län | 1931        | 1960                             | 64 736         |
| Somero          | Somero             | Egentliga Finland     | Tavastehus län (1990–1997 Åbo och Björneborgs län)                 | Västra Finlands län |             | 1993                             | 8 563          |
| Suonenjoki      | Suonenjoki         | Norra Savolax         | Kuopio län                                                         | Östra Finlands län  | 1967        | 1977                             | 6 891          |
| Tammerfors      | Tampere            | Birkaland             | Tavastehus län                                                     | Västra Finlands län |             | 1779                             | 244 223        |
| Tavastehus      | Hämeenlinna        | Egentliga Tavastland  | Tavastehus län                                                     | Södra Finlands län  |             | 1639                             | 67 971         |
| Torneå          | Tornio             | Lappland              | Lapplands län                                                      | Lapplands län       |             | 1621                             | 21 333         |
| Träskända       | Järvenpää          | Nyland                | Nylands län                                                        | Södra Finlands län  | 1951        | 1967                             | 45 226         |
| Uleåborg        | Oulu               | Norra Österbotten     | Uleåborgs län                                                      | Uleåborgs län       |             | 1605                             | 209 551        |
| Ulvsby          | Ulvila             | Satakunta             | Åbo och Björneborgs län                                            | Västra Finlands län |             | 1365–1558 2000                   | 12 669         |
| Valkeakoski     | Valkeakoski        | Birkaland             | Tavastehus län                                                     | Västra Finlands län | 1923        | 1963                             | 20 695         |
| Vanda           | Vantaa             | Nyland                | Nylands län                                                        | Södra Finlands län  | 1972        | 1974                             | 239 206        |
| Varkaus         | Varkaus            | Norra Savolax         | Kuopio län                                                         | Östra Finlands län  | 1929        | 1962                             | 19 973         |
| Vasa            | Vaasa              | Österbotten           | Vasa län                                                           | Västra Finlands län |             | 1606                             | 67 615         |
| Viitasaari      | Viitasaari         | Mellersta Finland     | Vasa län (1960–1997 Mellersta Finlands län)                        | Västra Finlands län |             | 1996                             | 6 070          |
| Villmanstrand   | Lappeenranta       | Södra Karelen         | Kymmene län                                                        | Södra Finlands län  |             | 1649                             | 72 634         |
| Virdois         | Virrat             | Birkaland             | Vasa län (1969–1997 Tavastehus län)                                | Västra Finlands län | 1924        | 1977                             | 6 465          |
| Vittis          | Huittinen          | Satakunta             | Åbo och Björneborgs län                                            | Västra Finlands län | 1972        | 1977                             | 9 870          |
| Ylivieska       | Ylivieska          | Norra Österbotten     | Uleåborgs län                                                      | Uleåborgs län       | 1965        | 1971                             | 15 357         |
| Ylöjärvi        | Ylöjärvi           | Birkaland             | Tavastehus län                                                     | Västra Finlands län |             | 2004                             | 33 533         |
| Åbo             | Turku              | Egentliga Finland     | Åbo och Björneborgs län                                            | Västra Finlands län |             | 1200-talet                       | 195 137        |
| Äänekoski       | Äänekoski          | Mellersta Finland     | Vasa län (1960–1997 Mellersta Finlands län)                        | Västra Finlands län | 1932        | 1973                             | 18 318         |

## Tidigare städer
| Svenskt namn | Finskt namn  | Landskap          | Län 1950                                          | Län 2000            | Blev köping | Blev stad | Folkmängd 2007 | Anmärkning                             |
| ------------ | ------------ | ----------------- | ------------------------------------------------- | ------------------- | ----------- | --------- | -------------- | -------------------------------------- |
| Anjalankoski | Anjalankoski | Kymmenedalen      | Nylands län                                       | Södra Finlands län  | 1975        | 1977      | 17.301         | från 2009-01-01 del av Kouvola         |
| Ekenäs       | Tammisaari   | Nyland            | Nylands län                                       | Södra Finlands län  |             | 1546      | 14.565         | från 2009-01-01 del av Raseborg        |
| Jämsänkoski  | Jämsänkoski  | Mellersta Finland | Tavastehus län (1960–1997 Mellersta Finlands län) | Västra Finlands län |             | 1986      | 7.480          | från 2009-01-01 del av Jämsä           |
| Joutseno     | Joutseno     | Södra Karelen     | Kymmene län                                       | Södra Finlands län  |             | 2005      | 10.807         | från 2009-01-01 del av Villmanstrand   |
| Juankoski    | Juankoski    | Norra Savolax     | Kuopio län                                        | Östra Finlands län  |             | 1998      |                | från 2017-01-01 del av Kuopio          |
| Karis        | Karjaa       | Nyland            | Nylands län                                       | Södra Finlands län  | 1930        | 1977      | 8.977          | från 2009-01-01 del av Raseborg        |
| Kuusankoski  | Kuusankoski  | Kymmenedalen      | Kymmene län                                       | Södra Finlands län  | 1957        | 1973      | 20.360         | från 2009-01-01 del av Kouvola         |
| Mänttä       | Mänttä       | Birkaland         | Tavastehus län                                    | Västra Finlands län | 1948        | 1973      | 6.550          | från 2009-01-01 del av Mänttä-Vilppula |
| Nilsiä       | Nilsiä       | Norra Savolax     | Kuopio län                                        | Östra Finlands län  |             | 1998      | 6.505          | från 2013-01-01 del av Kuopio          |
| Suolahti     | Suolahti     | Mellersta Finland | Vasa län (1960–1997 Mellersta Finlands län)       | Västra Finlands län | 1932        | 1977      | 5.380          | från 2007-01-01 del av Äänekoski       |
| Toijala      | Toijala      | Birkaland         | Tavastehus län                                    | Västra Finlands län | 1946        | 1977      | 8.330          | från 2007-01-01 del av Ackas           |
| Vammala      | Vammala      | Birkaland         | Åbo och Björneborgs län                           | Västra Finlands län | 1907        | 1965      | 15.245         | från 2009-01-01 del av Sastamala       |

### Tidigare finska städer i Ryssland
Tre städer låg på det område som förlorades till Sovjetunionen efter andra världskriget:
| Svenskt namn | Finskt namn | Ryskt namn | Historiskt landskap | Län         | Blev stad | Folkmängd 2008 |
| ------------ | ----------- | ---------- | ------------------- | ----------- | --------- | -------------- |
| Viborg       | Viipuri     | Vyborg     | Karelen             | Viborgs län | 1403      | 77 595         |
| Sordavala    | Sortavala   | Serdobol   | Karelen             | Viborgs län | 1632      | 19 532         |
| Kexholm      | Käkisalmi   | Priozersk  | Karelen             | Viborgs län | 1293      | 17 918         |